# فاليري كومبتون
فاليري كومبتون (بالإنجليزية: Valerie Compton)‏ (1963)؛ روائية كندية.